# 加里宁斯科耶市镇
加里宁斯科耶市镇（俄语：Муниципальное образование «Калининское»）是俄罗斯联邦沃洛格达州托季马区所属的一个市镇。其下辖有57个居民点，行政中心为察列瓦。据2015年统计，该市镇的人口为1012人。